# Илья Муромец (мыс)
Илья́ Му́ромец — мыс на юге Охотского моря, в северо-восточной части острова Итуруп Большой Курильской гряды.

## Топоним
Получил название по соседнему водопаду, айнское название которого — Раккибецу — «падающая река». Водопад и мыс в советское время были переименованы и названы в честь героя русского былинного эпоса Ильи Муромца. Также в честь двух других богатырей — Алёши Поповича и Добрыни Никитича — на Итурупе названы другие мысы — мыс Алёша Попович и мыс Добрыня Никитич.

## География

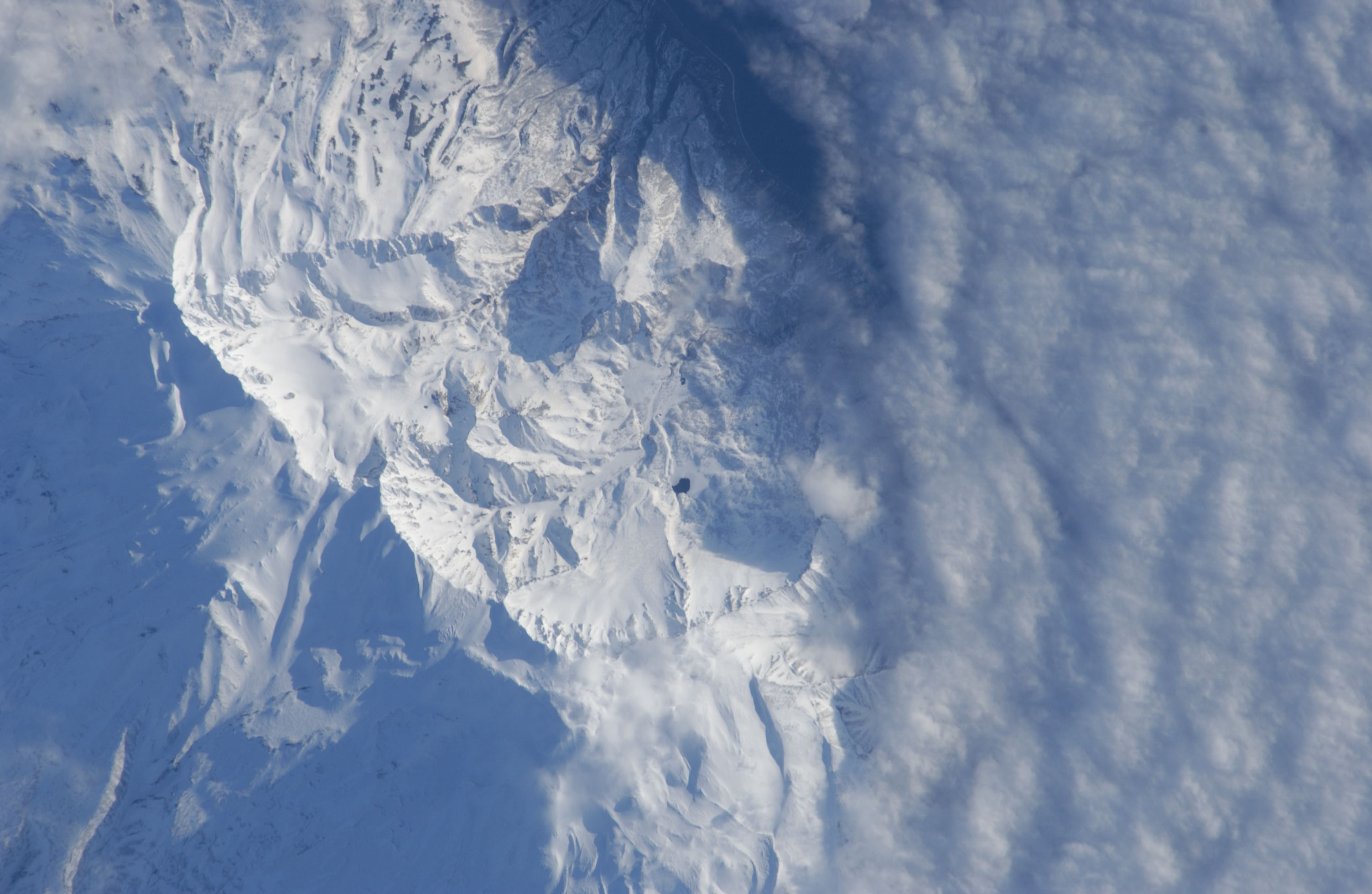
Спутниковый снимок мыса

Мыс обрывистый и приглубый, образован северо-восточным склоном вулкана Демон, который расположен юго-западнее в хребте Камуй.
Находится на полуострове Медвежий южнее водопада Партизанского и одноимённого водопада. Ближайшие соседние мысы — Утёс на севере и Пришвина на юге, за которым располагается бухта Медвежья. Находится в западной части пролива Фриза.
Средняя величина прилива у мыса — 1 метр, наибольшая глубина у берега — свыше 400 метров.